# 罗贝尔·尼韦勒
罗贝尔·乔治·尼韦勒（1856年10月15日—1924年3月22日），又译尼维尔，是曾在镇压中国义和团运动時担任法国炮兵军官。他是一位優秀的指挥官和野战炮兵的组织者，第一次世界大战爆发后，1916年12月12日，他被任命为西线法军总司令。其原因主要是因为他用流利的英语说服英国，之後英国的协助下才得以担任法军总司令。
罗贝尔·乔治·尼韦勒在1856年10月15日出生于法国科雷兹省蒂勒小镇，父亲是法国人，母亲是英国的新教徒。1878年毕业于巴黎综合理工学院，随后任炮兵少尉，1887年晋升上尉。参加了法属印度支那、阿尔及利亚、突尼斯等殖民地的战争，1898 - 1901年参加法国中国远征军，镇压中国义和团运动。1913年12月晋升炮兵上校。1914年第一次世界大战爆发，10月晋升少将，1915年2月晋升中将。1916年在凡尔登战役（2月21日至12月18日）期间在菲利普·贝当手下任职，当贝当被提升为法国中央集团军群司令官时，尼韦勒接替贝当指挥法国第二军，在凡尔登对抗德国人。在凡尔登战役中他和夏尔·芒然（Charles Mangin）将军被指控强攻德军防线，极大浪费法国士兵的生命，10月24日法军重新夺回弗勒里和杜奥蒙（Douaumont）要塞，以功績在12月12日代替约瑟夫·霞飞任陆军总司令。
尼韦勒重复贝当的口号:“大炮征服;步兵占据”。他相信一个饱和轰炸，可以打破敌人的阵线防御。为了打开战局，他命令120万法国陆军与英国陆军发动大规模攻势，被称为尼維爾攻势，英法两国军队付出35万人的代价，才突破德国阵地，由此他被谴责指挥部无视士兵生命，造成法国军队兵变。1917年5月15日贝当取代尼韦勒作为总司令，12月尼韦勒被调到北非，第一次世界大战结束后，1918年11月他回到法国，1921年退役，1924年3月22日死于巴黎。
1918年加拿大落基山脉大陆分水岭被命名为尼韦勒山，附近以其它法国将领命名的山峰有：科多尼耶（Cordonnier）、福煦、霞飞、芒然、贝当。

## 荣誉
- 法国荣誉军团勋章
  - 骑士（1895年7月9日）
  - Officer（1912年12月21日）
  - Commander（1915年4月10日）
  - Grand Officer（1916年9月13日）
  - Grand Cross（1920年12月28日）
- Médaille militaire（1921年12月30日）
- Croix de guerre 1914-1918 with 3 palms
- Médaille Interalliée de la Victoire
- Médaille commémorative de l'expédition de Chine
- Médaille commémorative du Maroc with "Oudjda" and "Haut-Guir" clasps
- Médaille commémorative de la guerre 1914–1918
- Grand Cordon of the Order of Leopold（比利时）
- Croix de guerre（比利时）
- Officer of the Nicham Iftikhar（突尼斯）
- Distinguished Service Medal（美国）